# Ronde van Luxemburg 1996
De Ronde van Luxemburg 1996 (Lëtzebuergesch: Tour de Luxembourg 1996) werd verreden van donderdag 6 juni tot en met zondag 9 juni in Luxemburg. Het was de 56ste editie van de rittenkoers, die in 2005 deel ging uitmaken van de UCI Europe Tour (categorie 2.HC). De ronde telde vijf etappes. Titelverdediger was de Zwitser Rolf Järmann.

## Etappe-overzicht
| etappe | datum  | start       | finish      | afstand | winnaar       | klassementsleider |
| ------ | ------ | ----------- | ----------- | ------- | ------------- | ----------------- |
| 1e     | 6 juni | Luxemburg   | Dippach     | 168 km  | Alberto Elli  | Alberto Elli      |
| 2e     | 7 juni | Dudelange   | Bertrange   | 183 km  | Erik Zabel    | Alberto Elli      |
| 3e (A) | 8 juni | Niederanven | Beckerich   | 119 km  | Fabio Baldato | Alberto Elli      |
| 3e (B) | 8 juni | Bettembourg | Bettembourg | 16 km   | Uwe Peschel   | Alberto Elli      |
| 4e     | 9 juni | Diekirch    | Diekirch    | 170 km  | Andrei Tchmil | Alberto Elli      |

## Etappe-uitslagen

### 1e etappe
| Luxemburg – Dippach (168 km) |               |                         |          |
| Plaats                       | Naam          | Ploeg                   | Tijd     |
| Winnaar                      | Alberto Elli  | MG Maglificio-Technogym | 4u25'51" |
| 2                            | Marco Fincato | Roslotto-ZG Mobili      | z.t.     |
| 3                            | Bo Hamburger  | TVM                     | z.t.     |

| Algemeen klassement |               |                         |          |
| Plaats              | Naam          | Ploeg                   | Tijd     |
| Gele trui           | Alberto Elli  | MG Maglificio-Technogym | 4u25'51" |
| 2                   | Marco Fincato | Roslotto-ZG Mobili      | +00' 04" |
| 3                   | Bo Hamburger  | TVM                     | +00' 06" |

### 2e etappe
| Dudelange – Bertrange (183 km) |                  |                       |          |
| Plaats                         | Naam             | Ploeg                 | Tijd     |
| Winnaar                        | Erik Zabel       | Team Deutsche Telekom | 4u37'45" |
| 2                              | Andrei Tchmil    | Lotto-Isoglass        | z.t.     |
| 3                              | Scott Sunderland | Lotto-Isoglass        | z.t.     |

| Algemeen klassement |               |                         |          |
| Plaats              | Naam          | Ploeg                   | Tijd     |
| Gele trui           | Alberto Elli  | MG Maglificio-Technogym | 9u03'20" |
| 2                   | Marco Fincato | Roslotto-ZG Mobili      | +00' 10" |
| 3                   | Bo Hamburger  | TVM                     | +00' 12" |

### 3e etappe A
| Niederanven – Beckerich (118 km) |               |                         |          |
| Plaats                           | Naam          | Ploeg                   | Tijd     |
| Winnaar                          | Fabio Baldato | MG Maglificio-Technogym | 2u50'41" |
| 2                                | Bo Hamburger  | TVM                     | z.t.     |
| 3                                | Andrei Tchmil | Lotto-Isoglass          | z.t.     |

| Algemeen klassement |               |                         |           |
| Plaats              | Naam          | Ploeg                   | Tijd      |
| Gele trui           | Alberto Elli  | MG Maglificio-Technogym | 11u54'01" |
| 2                   | Bo Hamburger  | TVM                     | +00' 08"  |
| 3                   | Marco Fincato | Roslotto-ZG Mobili      | +00' 10"  |

### 3e etappe B
| Bettembourg – Bettembourg (individuele tijdrit over 16 km) |                |                         |          |
| Plaats                                                     | Naam           | Ploeg                   | Tijd     |
| Winnaar                                                    | Uwe Peschel    | Duitse Nationale Ploeg  | 0u19'33" |
| 2                                                          | Francis Moreau | GAN                     | +00' 25" |
| 3                                                          | Alberto Elli   | MG Maglificio-Technogym | +00' 28" |

| Algemeen klassement |                  |                         |           |
| Plaats              | Naam             | Ploeg                   | Tijd      |
| Gele trui           | Alberto Elli     | MG Maglificio-Technogym | 12u12'02" |
| 2                   | Laurent Desbiens | GAN                     | +00' 17"  |
| 3                   | Erik Breukink    | Rabobank                | +00' 23"  |

### 4e etappe
| Diekirch – Diekirch (170 km) |                |                        |          |
| Plaats                       | Naam           | Ploeg                  | Tijd     |
| Winnaar                      | Andrei Tchmil  | Lotto-Isoglass         | 4u23'24" |
| 2                            | Erik Zabel     | Team Deutsche Telekom  | z.t.     |
| 3                            | Jan Schaffrath | Duitse Nationale Ploeg | z.t.     |

| Algemeen klassement |                  |                         |           |
| Plaats              | Naam             | Ploeg                   | Tijd      |
| Gele trui           | Alberto Elli     | MG Maglificio-Technogym | 16u37'26" |
| 2                   | Laurent Desbiens | GAN                     | +00' 17"  |
| 3                   | Erik Breukink    | Rabobank                | +00' 23"  |

## Eindklassementen
| Plaats    | Naam                  | Ploeg                   | Tijd      |
| --------- | --------------------- | ----------------------- | --------- |
| Gele trui | Alberto Elli          | MG Maglificio-Technogym | 16u37'26" |
| 2         | Laurent Desbiens      | GAN                     | +00' 17"  |
| 3         | Erik Breukink         | Rabobank                | +00' 23"  |
| 4         | Marco Fincato         | Roslotto-ZG Mobili      | +00' 38"  |
| 5         | Brian Holm            | Team Deutsche Telekom   | +00' 58"  |
| 6         | Bo Hamburger          | TVM                     | +01' 02"  |
| 7         | Andrea Chiurato       | Roslotto-ZG Mobili      | +01' 03"  |
| 8         | Vjatsjeslav Jekimov   | Rabobank                | +01' 20"  |
| 9         | Andrei Tchmil         | Lotto-Isoglass          | +01' 27"  |
| 10        | François Lemarchand   | GAN                     | +02' 18"  |
| 11        | Rolf Aldag            | Team Deutsche Telekom   | +02' 24"  |
| 12        | Stefan Gottschling    | Duitse Nationale Ploeg  | +02' 38"  |
| 13        | Peter Meinert-Nielsen | Team Deutsche Telekom   | +02' 47"  |
| 14        | Thierry Bourguignon   | Force Sud               | +02' 49"  |
| 15        | Dimitri Sedoen        | Roslotto-ZG Mobili      | +03' 25"  |
|           |                       |                         |           |
| 18        | Ludo Dierckxsens      | Tönisteiner-Saxon       | +06' 58"  |

| Plaats      | Naam          | Ploeg          | Punten |
| ----------- | ------------- | -------------- | ------ |
| Blauwe trui | Bo Hamburger  | TVM            | 70     |
| 2           | Andrei Tchmil | Lotto-Isoglass | 62     |
| 3           | Erik Breukink | Rabobank       | 51     |

| Plaats      | Naam            | Ploeg                   | Punten |
| ----------- | --------------- | ----------------------- | ------ |
| Groene trui | Joeri Soerkov   | Roslotto-ZG Mobili      | 17     |
| 2           | Michael Boogerd | Rabobank                | 16     |
| 3           | Alberto Elli    | MG Maglificio-Technogym | 11     |

| Plaats | Ploeg                 | Tijd      |
| ------ | --------------------- | --------- |
|        | Roslotto-ZG Mobili    | 49u56'29" |
| 2      | Rabobank              | +00' 29"  |
| 3      | Team Deutsche Telekom | +06' 44"  |

1935 · 
1936 · 
1937 · 
1938 · 
1939 · 
1940 · 
1941 · 
1942 · 
1943 · 
1944 · 
1945 · 
1946 · 
1947 · 
1948 · 
1949 · 
1950 · 
1951 · 
1952 · 
1953 · 
1954 · 
1955 · 
1956 · 
1957 · 
1958 · 
1959 · 
1960 · 
1961 · 
1962 · 
1963 · 
1964 · 
1965 · 
1966 · 
1967 · 
1968 · 
1969 · 
1970 · 
1971 · 
1972 · 
1973 · 
1974 · 
1975 · 
1976 · 
1977 · 
1978 · 
1979 · 
1980 · 
1981 · 
1982 · 
1983 · 
1984 · 
1985 · 
1986 · 
1987 · 
1988 · 
1989 · 
1990 · 
1991 · 
1992 · 
1993 · 
1994 · 
1995 · 
1996 · 
1997 · 
1998 · 
1999 · 
2000 · 
2001 · 
2002 · 
2003 · 
2004 · 
2005 · 
2006 · 
2007 · 
2008 · 
2009 · 
2010 · 
2011 · 
2012 · 
2013 · 
2014 ·
2015 ·
2016 ·
2017 ·
2018 ·
2019 ·
2020 ·
2021 · 2022 · 2023 · 2024